# Vitória de Santo Antão (microregio)
Vitória de Santo Antão is een van de 19 microregio's van de Braziliaanse deelstaat Pernambuco. Zij ligt in de mesoregio Mata Pernambucana en grenst aan de microregio's Mata Setentrional Pernambucana, Recife, Suape, Mata Meridional Pernambucana, Vale do Ipojuca en Médio Capibaribe. De microregio heeft een oppervlakte van ca. 929 km². In 2009 werd het inwoneraantal geschat op 206.917.
Vijf gemeenten behoren tot deze microregio:
- Chã de Alegria
- Chã Grande
- Glória do Goitá
- Pombos
- Vitória de Santo Antão

Mesoregio's: Agreste Pernambucano · Mata Pernambucana · Metropolitana do Recife · São Francisco Pernambucano · Sertão Pernambucano

Microregio's: Alto Capibaribe · Araripina · Brejo Pernambucano · Fernando de Noronha · Garanhuns · Itamaracá · Itaparica · Mata Meridional Pernambucana · Mata Setentrional Pernambucana · Médio Capibaribe · Pajeú · Petrolina · Recife · Salgueiro · Sertão do Moxotó · Suape · Vale do Ipanema · Vale do Ipojuca · Vitória de Santo Antão